# گوجگ (میناب)
گوجگ، روستایی در دهستان تلنگ بخش کریان شهرستان میناب در استان هرمزگان ایران است.
گوجگ تقریباً در سال‌های ۱۳۱۷ توسط جناب آقای رئیس علی جلال طاهرزائی گرگیج بنیانگذاری شده‌است.

## تاریخچه
گوجگ یکی از مراکز مهم حکومتی قسمت جنوب و شرقی منطقه میناب در عصر پهلوی دوم بوده‌است. در همان سال‌ها به دستور رئیس علی عمارت دو طبقه ای (دالان) ساخته می‌شود که آثار آن هنوز در روستا وجود دارد. در نزدیکی عمارت باغ بزرگی احداث می‌شود که ۳۰هزار اصله درخت خرما و انواع مرکبات در آن موجود بوده و قریب به دو هزار هکتار اراضی کشاورزی در اطراف آن وجود داشته‌است که محصولاتی نظیر گندم، جو، ذرت، ارزن و پنبه کشت می‌شد که همین امر باعث کوچ ومهاجرت مردمانی از منطقه سندرک، بشاگرد و رودبار زمین برای کسب و کار و امرار معاش به گوجگ شد. بعد از فوت رئیس علی در سال۱۳۴۸ پسر بزرگترش رئیس پیرداد طاهرزئی تا اواخر دهه شصت امور منطقه و گوجگ را بدست می‌گیرد و ۱۱حلقه چاه عمیق کشاورزی در زمین‌های نامبرده احداث می‌کند. در اوایل دهه پنجاه کشت صیفی جات در منطقه رواج پیدا کرد که متولیان آن کشاورزانی از اصفهان بودند. از اواسط دهه هفتاد تا به الان امورات گوجگ را رئیس مهرداد خان گرگیج اداره و کنترل می‌کند

## جمعیت
بر پایه سرشماری عمومی نفوس و مسکن در سال ۱۳۹۵، جمعیت این روستا برابر با ۵۲۰ نفر (۱۴۹ خانوار) بوده‌است.

## مذهب
مردم روستا اهل سنت و تشیع هستند که اهل سنت دارای یک باب مسجد و اهل تشیع یک باب مسجد، حسینیه، غسالخانه و محوطه ای برای قبرستان دارند که همه آنها را رئیس مهرداد گرگیج برای روستا وقف کرده‌است

## خدمات
مدرسه ابتدایی
خانه بهداشت
زمین چمن
ساختمان دهیاری
زمین‌های فوق‌الذکر را مهرداد گرگیج برای اهالی روستا وقف کرده‌است

## زبان
بلوچی و مارزی گال